# Apoblacus centistoides
Apoblacus centistoides är en stekelart som beskrevs av Van Achterberg 1976. Apoblacus centistoides ingår i släktet Apoblacus, och familjen bracksteklar. Inga underarter finns listade.